# Johann Heinrich von Schmitt
Johann Heinrich von Schmitt (Peste, 1743 — Dürenstein, 11 de Novembro de 1805) foi um  marechal-de-campo da Casa militar de Habsburgo durante as guerras revolucionárias francesas e Napoleónicas.
Ficou conhecido pela sua reputação militar como pesquisador, cartógrafo e estratega durante as guerras austríacas com o Império Otomano. Serviu como quartel-mestre do Estado-Maior durante as Guerras da Primeira Coligação. Como major-general, fez parte dos conselheiros do arquiduque Carlos da Áustriadurante as Guerras da Segunda Coligação na região sudoeste da Alemanha.
Em 1799, a sua reputação ficou manchada pelo assassinato dos delegados franceses do Congresso de Rastatt, e retirou-se no ano seguinte da vida militar. Quando a guerra começou, de novo, 1m 1805, foi chamado e atribuiram-lhe as forças combinadas austro-russas no Danúbio. No dia 11 de Novembro, Schmitt foi morto por fogo amigo na Batalha de Dürenstein.